# Vojtěch Bradáč
Vojtěch Bradáč est un footballeur tchécoslovaque né le 6 octobre 1913 à Žižkov, Prague (Tchéquie) et mort le 30 mars 1947.
Joueur au SK Slavia Prague, il a fait partie de l'équipe nationale de Tchécoslovaquie et a participé à la Coupe du monde FIFA 1938.

## Palmarès
- International tchécoslovaque de 1931 à 1938 (9 matches et 5 buts)
- Champion de Tchécoslovaquie en 1933, 1934 et 1935 avec le Slavia Prague
- Meilleur buteur du Championnat de Tchécoslovaquie en 1936 (42 buts) avec le Slavia Prague
- Vice-Champion de France en 1937 avec le FC Sochaux
- Champion du Protectorat de Bohême-Moravie en 1940, 1941, 1942 et 1943 avec le Slavia Prague
- Vainqueur de la Coupe de France en 1937 avec le FC Sochaux
- Vainqueur de la Coupe Mitropa en 1938 avec le Slavia Prague